# Храм на антиките (Потсдам)
Храмът на антиките (на немски: Antikentempel) е малък кръгъл храм в западната част на парка Сансуси в Потсдам, провинция Бранденбург, Германия.
Пруският крал Фридрих Велики построява сградата, за да съхранява колекцията си от антични предмети на изкуството, монети и геми. През 1768 – 1769 г. архитектът Карл фон Гонтард създава сградата близо до Новия дворец, северно от главната алея по подобие на Храма на дружбата, лежащ в една ос с него, но южно от алеята.
Храмът на антиките се използва като мавзолей за членове на династията Хоенцолерн от 1921 г. насам и не е отворен за обществото. Фондацията на пруските дворци и градини Берлин-Бранденбург отговаря за поддържането на сградата, докато Генералната администрация на бившето управляващо пруско кралско семейство отговаря за ковчезите.

## История

### Сградата като музей
Подобно на Картинната галерия в парка Сансуси, Храмът на антиките е проектиран като музей от самото начало и по времето на Фридрих Велики е можел да бъде посетен от обществеността след предварителна регистрация при кастелана (завеждащ стражата) на Новия дворец. Освен десетки дребни древни предмети на изкуството като мраморни урни, бронзови фигури, инструменти, тежести и керамика, там са били изложени и десет мраморни статуи в естествен ръст, поставени върху мраморен постамент – така нареченото семейство на Ликомед. То е било придобито от Фридрих Велики от художествената колекция на френския кардинал Мелхиор дьо Полиняк. Върху петдесет позлатени конзоли са били поставени бюстове от мрамор, базалт и бронз, тридесет и една от които също идват от колекцията на Полиняк. Останалите са донесени в Потсдам от инвентара в Байройт на любимата сестра на Фридрих – Вилхелмина, която била въодушевена от античността. Един кабинет, в който можело да се влиза само през една врата в кръглото главно помещение, бил използван за помещаване на откупената колекция от монети и скъпоценни камъни от имуществото на барон Филип фон Стош. Четири шкафа от кедрово дърво били пълни с над 9200 златни, сребърни и бронзови монети, около 4370 геми и камеи, 48 мраморни, теракотени и бронзови релефа, както и книги от археологическата библиотека на Фридрих Велики.
Фридрих Вилхелм III, управляващият крал на пруския трон от 1797 г., постановява в заповед на кабинета от 01.09.1798 г.: „(...) за подпомагане изучаването на антиките и изкуството... колекцията от медали и антики в Храма на антиките в Потсдам да се съедини със сходните колекции в Берлин и да се довери на Академията на науките...“. Колекцията от монети и геми се пренася още същата година в Кабинета на антиките на Берлинския дворец. След поражението на Прусия от наполеоновата армия при битката край Йена и Ауерштедт през 1806 г. и последвалата френска окупация, Наполеон нарежда все още запазените скулптури да бъдат пренесени във Франция като плячка. С изключение на един релеф, всички те се завръщат обратно в Прусия през 1815 г. и след реставрацията в работилницата на скулптора Кристиан Даниел Раух те се излагат в открития през 1830 г. Берлински стар музей.

### Паметник на кралица Луиза
След като Храмът на антиките стоял празен няколко години, крал Фридрих Вилхелм III го преустройва в паметник за починалата на 19.07.1810 г. кралица Луиза. През юни 1828 г. там е положена втората версия на саркофага с лежаща надгробна статуя на кралицата, проектиран от Кристиан Даниел Раух. Първата версия на саркофага е в мавзолея в парка на двореца Шарлотенбург.
През есента на 1904 г. втората версия се пренася в Музея на Хохенцолерните в двореца Монбижу в Берлин, който е разрушен през Втората световна война. От 1989 г. до 2012 г. саркофагът е предоставен за дълготрайно ползване от Националната галерия в Берлин на църквата Фридрихсвердер в Берлин.

### Проектопреустройство при Вилхелм II
По време на управлението на Вилхелм II са изготвени планове за използването на Храма на антиките като дворцов параклис. Архитектът Ернст Еберхард фон Ине изработил няколко чертежа на примерни модели. Първите чертежи от 1904 – 05 г. предвиждали промени в стила на италианския Зрял ренесанс. През 1913 г. са направени скици с интериорен дизайн в стила на класицизма (типичен за периода 1770 – 1840 г.). Въпреки това, поради други строителни проекти и избухването на Първата световна война, проектът не е реализиран.
Не е изпълнена и заповедта от 1918 г. сградата да се превърне в място за погребение на императорските владетели. Въпреки това, императрица Августа Виктория е погребана на 19.04.1921 г. съгласно нейното желание в Храма на антиките, който се бил превърнал в място за последния покой на други членове на дома Хоенцолерн чак до 1940-те години.

### Мавзолей на Хохенцолерните
Петима членове на дома Хохенцолерн намерит своя последен покой в Храма на антиките:
- Йоахим Пруски (*17.12.1890 г.; † 18.07.1920 г.)

Най-малкият (шести) син на последният германски император Вилхелм II и императрица Августа Виктория починал един ден след неговия опит за самоубийство с армейски револвер в клиниката Св. Йосиф (St. Josef-Krankenhaus) в Потсдам. Съткофагът на принца първоначално се е намирал в сакристията на потсдамската църква Фриденскирхе (на български: Църква на мира) в пределите на парка Сансуси, на стотина метра от едноименния дворец, а по-късно след 1931 г. е пренесен в Храма на антиките.
- Августа Виктория – императрица, първа съпруга на последния германски император Вилхелм II; родена като принцеса на Шлезвиг-Холщайн-Зондербург-Глюксбург-Августенбург (*22.10.1858 г.; † 11.04.1921 г.). Почива след тежко заболяване в изгнание в малкия дворец Haus Doorn близо до гр. Утрехт в Кралство Нидерландия. От 1920 г. нататък дворецът е бил резиденция на абдикиралия германски император.
- Вилхелм Пруски (* 04.07.1906 г.; † 26.05.1940 г.)

Принц Вилхелм е най-големият син на престолонаследника кронпринц Вилхелм и внук на последния германски император Вилхелм II. Принцът взема участие в Битката за Франция през Втората световна война. След тежки ранявания в битките за гр. Валенсиен, той умира в полеви лазарет в гр. Нивел.
- Айтел Фридрих Пруски (* 07.07.1883 г.; † 08.12.1942 г.)

Вторият син на кайзер Вилхелм II умира във вилата си „Ингенхайм“ в Потсдам.
- Хермина, родена като принцеса фон Ройс-Грайц, овдовяла под името принцеса фон Шьонайх-Каролат (*17.12.1887 г.; † 07.08.1947 г.)

Втората съпруга на Вилхелм II умира според смъртния акт от сърдечна недостатъчност във Франкфурт на Одер, където е живяла строго охранявана от съветските окупационни власти след края на войната.

## Архитектура

### Външен дизайн
Семплата, неукрасена сграда представлява затворен кръгъл храм, заобиколен от 10 тоскански колони (толос). Вътрешният диаметър на ротондата е около 16 метра. Квадратното разширение (пристройка) в задната част на сградата е с размери 9,4 × 9,4 метра. Снабден е с 3 прозореца. Сводестият покрив е увенчан с фенер, през чиито 4 напречно-овални прозоречни отвора влиза светлина в централното помещение.
В сградата може да се влезе през един-единствен вход с дъговидна, 4-метрова входна врата, пред която е изложено външно стълбище. Правоъгълен фронтон над корниза подчертава предната част на ротондата.

### Вътрешен дизайн
Повърхността на стените на ротондата е била облицована със сив силезийски мрамор. Върху всеобхождаща конзолна пейка от дърво, която е налице и до днес, са стояли по-големи скулптури и съдове. Над нея на 3 етажа, върху 50 конзоли, са били разположени антични бюстове. Мраморен релефен десюдепорт „Император Траян на кон“, в позлатена рамка, украсява до ден днешен участъка на стената над входната врата.
Освен саркофазите на императорското семейство в помещението се намира също така и мраморна статуя на императрица Августа Виктория. Скулпторът Карл Бегас създава този паметник през 1904 г. за Розовата градина на императрицата в Новия дворец. Избледнялото изрисуване във вътрешността на фенера показва гении в облаци, които държат гирлянда от цветя (фестон). Стенните повърхности на пристройката, до която се стига, минавайки през заоблена дъговидна врата в ротондата, са облицовани с дърво.